# Список серий аниме Code Geass
В данной статье представлен список серий аниме-сериала Code Geass (яп. コードギアス Ко:до Гиасу), созданный компаниями Sunrise, Mainichi Broadcasting System и Project Geass. Первый сезон под названием Code Geass: Lelouch of the Rebellion (яп. コードギアス 反逆のルルーシュ Ко:до Гиасу Хангяку но Руру:сю), премьера которого состоялась 6 октября 2006 года на Mainichi Broadcasting System, транслировалась на десяти каналах. Его последние две серии вышли в эфир 29 июля 2007 года. За ним последовал Code Geass: Lelouch of the Rebellion R2 (яп. コードギアス 反逆のルルーシュ R2 Ко:до Гиасу Хангяку но Руру:сю R2), который транслировался на шестнадцати каналах с 6 апреля по 28 сентября 2008 года.
Сериал лицензирован Bandai Entertainment и дублирован ZRO Limit Productions на английский язык. Трансляция первой серии Lelouch of the Rebellion состоялась 27 апреля 2008 г на Adult Swim, а премьера сериала R2 — 2 ноября 2008 г. Затем сериалы были распространены Beez Entertainment и Kazé в Соединенном Королевстве и лицензированы Madman Entertainment в Австралии, а также получили локализацию на другие языки, такие, как французский, немецкий, итальянский и тагальский.
После Lelouch of the Rebellion и R2 были выпущены две OVA и спин-офф Code Geass: Akito the Exiled (яп. コードギアス 亡国のアキト Ко:до Гиасу Бо:коку но Акито), состоящий из пяти OVA.

## Содержание
| Сезон | Сезон | Количество серий | Дата премьерного показа в Японии | Дата премьерного показа в Японии | Дата премьерного показа в Японии |
| Сезон | Сезон | Количество серий | Начало                           | Конец                            |                                  |
| ----- | ----- | ---------------- | -------------------------------- | -------------------------------- | -------------------------------- |
|       | 1     | 25               | 5 октября 2006                   | 21 июля 2007                     |                                  |
|       | 2     | 25               | 6 апреля 2008                    | 28 сентября 2008                 |                                  |

### Первый сезон (2006—2007)
| 1 | День, когда родилось Зло «Мадзин га Умарэта Хи» (魔神 が 生まれた 日)                     | 05.10.2006 |
| Через семь лет после оккупации Японии Священной Британской империей Лелуш Ламперуж случайно оказывается в стычке между террористами «одиннадцатых» и британской армией. Волею судьбы он встречает загадочную девушку, которая спасает его от смерти, дав «Силу Короля». |                                                                                           |            |
| 2 | Пробуждение Белого Рыцаря «Какусэй но Сироки Киси» (覚醒 の 白き 騎士)                    | 12.10.2006 |
| Лелуш атакует британскую армию в Синдзюку, предоставив группе повстанцев «одиннадцатых» несколько боевых машин Knightmare Frame (KF) и стратегическую поддержку. По этой причине принцу Кловису пришлось отдать приказ об использовании экспериментального KF «Ланселот», который пилотировался Судзаку. «Ланселот» был гораздо более продвинутой моделью Knightmare Frame по сравнению с предыдущими поколениями, и Лелуш вынужден был изменить свой план. |                                                                                           |            |
| 3 | Лгущий одноклассник «Ицувари но Курасу Мэйто» (偽り の クラス メイト)                     | 19.10.2006 |
| Перед тем, как убить Кловиса, Лелуш спрашивает о том, кто убил его мать. Позже он обнаруживает, что Карен (одна из террористов, которым он помог сражаться против империи) учится в Академии Ашфорд, и узнает об ограничениях в своей силе. |                                                                                           |            |
| 4 | Его имя Зеро «Соно На ва Дзэро» (その 名 は ゼロ)                                         | 26.10.2006 |
| Пуристы Британской Армии обвиняют Судзаку в убийстве Кловиса. С помощью Каллен и Оги (лидера повстанческой группы) Лелуш придумывает план спасения Судзаку, своего друга детства. Взяв псевдоним «Зеро», Лелуш публично объявляет, что именно он убил принца Кловиса. |                                                                                           |            |
| 5 | Принцесса и Ведьма «О:дзё то Мадзё» (皇女 と 魔女)                                        | 02.11.2006 |
| К большому удивлению Лелуша, C.C. выжила и снова нашла его. Тогда же время освобождённый Судзаку встречает третью принцессу империи Евфимию, в то время как вторая принцесса империи Корнелия, приезжает в Японию чтобы найти и захватить Зеро, который был объявлен «врагом Империи номер один». |                                                                                           |            |
| 6 | Похищенная маска «Убаварэта Камэн» (奪われた 仮面)                                        | 09.11.2006 |
| Судзаку начинает своё обучение в Академии Ашфорд и сталкивается с презрением студентов-британцев. Корнелия продолжает свою охоту на Зеро. Бродячий кот проникает в резиденцию Ламперуж и случайно надевает маску Зеро. Погоня происходит по всей Академии Ашфорд. Император Британии произносит речь во время похорон принца Кловиса. |                                                                                           |            |
| 7 | Атака Корнелии «Ко:нэриа о Утэ» (コーネリア を 撃て)                                      | 16.11.2006 |
| Генерал-губернатор Корнелия создает такую же ситуацию, как и в Синдзюку, с целью выманить Зеро. Лелуш принимает вызов, С.С. пробует остановить его, но он угрожает ей, что застрелится, если она его не отпустит. План Зеро не срабатывает, как было в случае с Кловисом, повстанцы уничтожены, личность Лелуша не раскрыта благодаря С.С., которая появилась в одежде Зеро. |                                                                                           |            |
| 8 | Орден Чёрных Рыцарей «Куро но Кисидан» (黒 の 騎士団)                                     | 23.11.2006 |
| Повстанцы под командованием Оги-сана получают новый огромный трейлер, который становится их базой. Повстанцы из организации «Японский Освободительный Фронт» захватывают отель, в котором находятся члены Студенческого совета и принцесса Евфимия. Зеро спасает заложников, и делает объявление о создании Ордена Чёрных Рыцарей. |                                                                                           |            |
| 8.5 | The Mask's Tracks «Камэн но Кисэки» (仮面 の 軌跡)                                        | 01.12.2006 |
| 9 | Рефрейн «Ри фу рэ и н» (リ フ レ イ ン)                                                   | 06.12.2006 |
| Рассказанный от лица Карен эпизод повествует о её взаимоотношениях с матерью и операции Чёрных Рыцарей по уничтожению склада с наркотиком «Рефрен». |                                                                                           |            |
| 10 | Танцы Гурена «Гурэн Мау» (紅蓮 舞う)                                                      | 14.12.2006 |
| Орден получает подарок от «Киото» в виде KF. На горной цепи Нариты происходит битва между Японским Освободительным Фронтом и армией Британии. Орден помогает Японскому Освободительному Фронту, создав огромный оползень, и также объединяется с ними. |                                                                                           |            |
| 11 | Битва при Нарите «Нарита Ко:бо:сэн» (ナリタ 攻防戦)                                       | 21.12.2006 |
| «Ланселот» вступает в бой. KF Корнелии сильно поврежден, она отдает приказ об отступлении. «Ланселот» собирается уничтожить Зеро. С.С. использует свою силу для спасения Зеро, Зеро узнает немного о том, кто такая С.С. и каково её настоящее имя. |                                                                                           |            |
| 12 | Посланник из Киото «Кё:то кара но Сися» (キョウト から の 使者)                           | 04.01.2007 |
| Ширли приглашает Лелуша на концерт; начинается поиск погибших вблизи горной цепи Нариты после оползня. «Киото» приглашают руководство Ордена к себе, глава организации узнает в Зеро Лелуша и соглашается помогать Ордену. |                                                                                           |            |
| 13 | Ширли и пистолет «Ся:ри: то Дзю:ко:» (シャーリー と 銃口)                                 | 11.01.2007 |
| Ширли хоронит отца, Лелуш жалеет о своих поступках. Корнелия атакует остатки Японского Освободительного Фронта на пирсе. Битва между Орденом и армией Корнелии; Зеро без сознания; Ширли узнает, кто на самом деле Зеро, чуть было не убив его из пистолета. |                                                                                           |            |
| 14 | Гиасс против Гиасса «Гиасу тай Гиасу» (ギアス 対 ギアス)                                  | 18.01.2007 |
| Орден отступает. Зеро обнаруживает, что его лицо видели двое людей: стрелявший и подстреленный. Ширли встречается с Мао, который использует на ней свой Гиасс. Лелуш узнает, что его видела Ширли и что она стреляла в Вилетту. С.С. помогает Лелушу в сражении против Мао. Лелуш использует свой Гиасс на Ширли, чтобы она всё забыла о нём и личности Зеро. |                                                                                           |            |
| 15 | Овация Мао «Кассай но Мао» (喝采 の マオ)                                                 | 25.01.2007 |
| Оги находит раненую Вилетту, которая теряет память. Мао устраивает ловушку для С.С. в парке. Лулу спасает её и при этом натравливает на Мао полицию, отдав приказ стрелять в него. |                                                                                           |            |
| 16 | Нанналли в заложниках «Тораварэ но Нанари:» (囚われ の ナナリー)                          | 01.02.2007 |
| Мао выжил и похитил Нанналли, чтобы заманить Лелуша к себе. Судзаку случайно узнаёт об этом и пытается помочь другу. Лелуш использует на себе гиасс, чтобы ввести Мао в заблуждение. Но после этого Лелуш узнаёт, что Судзаку убил своего отца. Он использует гиасс на Мао, чтобы тот замолчал, после чего С.С. стреляет в Мао. |                                                                                           |            |
| 17 | Рыцарь «Ки си» (騎 士)                                                                    | 08.02.2007 |
| Зеро штурмует тюрьму, где сидит генерал Тодо, и спасает его. Также он узнает, кто управляет KF «Ланселот». Принцесса Евфимия выбирает пилота «Ланселота» своим рыцарем. |                                                                                           |            |
| 17.5 | Правда под Маской «Камэн но Синдзицу» (仮面 の 真実)                                      | 15.02.2007 |
| 18 | Приказываю тебе, Куруруги Судзаку! «Куруруги Судзаку ни Мэйдзиру» (枢木 スザク に 命じる) | 22.02.2007 |
| Реорганизация в рядах Ордена Чёрных Рыцарей. Судзаку становится рыцарем принцессы Евфимии. Битва на острове, в результате которой «Ланселот» обездвижен. Атака с «Авалона» ракетами и Хадро-пушками по карьеру, где находятся Зеро, Судзаку, Карен и принцесса Евфимия. |                                                                                           |            |
| 19 | Остров Бога «Ками но Сима» (神 の 島)                                                     | 01.03.2007 |
| Лелуш, Судзаку, Евфимия и Карен оказываются на необитаемом острове, разбившись на пары. Евфи увидев Зеро, назвала его Лелушом, и тот снял маску. Судзаку, узнав, что Карен состоит в Ордене Чёрных Рыцарей, арестовал её, а позже признался ей, что это он убил своего отца. Британцы под руководством принца Шнайзеля пытаясь найти принцессу Евфимию находят Мысленный Элеватор, который возвращает в карьер Лелуша, Судзаку, Евфимию и Карен. Лелуш и Карен похищают новый KF «Гавейн» и сбегают. В это время остров Кюсю атакуют корабли под японским флагом. |                                                                                           |            |
| 20 | Война на Кюсю «Кю:сю: Сэнэки» (キュウシュウ 戦役)                                         | 08.03.2007 |
| Группа Савасаки, чиновника последнего японского правительства, захватив при поддержке Китайской Федерации Фукуоку, Нагасаки и Оиту, объявила о восстановлении независимости Японии. Судзаку отказывается от титула. Ширли находит своё письмо и узнаёт, что Зеро это Лелуш. KF «Ланселот» оснащают модулем парения. Зеро отказался вступать в союз с Савасаки. Евфимия призналась в любви к Судзаку. Куруруги атаковал базу Фукуока. В решающий момент к нему на помощь приходит Лелуш. Судзаку снова становится рыцарем. |                                                                                           |            |
| 21 | Объявление на школьном фестивале «Га ку эн - сай Сэн гэн!» (学 園 祭 宣 言！)             | 15.03.2007 |
| Зеро готовит переворот. В Академии Ашфорд проходит фестиваль, на котором присутствуют Оги-сан с Вилеттой, Карен, С. С., а также принцесса Евфимия, которая случайно встречается с Нанналли. Принцесса делает заявление о том, что она создаёт Особый Административный Регион Япония. |                                                                                           |            |
| 22 | Евфи Кровавая «Тидзомэ но Юфи» (血染め の ユフィ)                                         | 22.03.2007 |
| В Ордене Чёрных Рыцарей намечается раскол из-за создания Особого Административного Региона Японии. Принцесса Евфимия приглашает Зеро на церемонию по поводу создания нового региона. Зеро прибыл и был готов заключить соглашение с Евфи, но случайно использовал свой Гиасс, который вышел из-под его контроля и отдал команду принцессе — «Убить японцев». После этого на месте церемонии начинается бойня. |                                                                                           |            |
| 23 | Лишь печаль со мной «Сэмэтэ Канасими то Томо ни» (せめて哀しみとともに)                   | 29.03.2007 |
| Судзаку возвращается в «Авалон» со смертельно раненной Евфимией, которую подстрелил Зеро. Зеро анонсирует образование Соединённых Штатов Японии. Он сожалеет о своих действиях, и С.С. утешает его. Вся Зона-11 восстает против Британии. Надвигаясь со своей армией, Зеро разжигает конфликт ещё больше, учинив подрыв Токийского Поселения. |                                                                                           |            |
| 24 | Стадия разрушения «Хо:раку но Сутэ:дзи» (崩落 の ステージ)                                | 21.07.2007 |
| Начинается штурм Токийского Поселения. Британская армия из последних сил обороняет здание правительства. Орден Чёрных Рыцарей по приказу Зеро организует штаб в академии Ашфорд. Карен раскрывает свою личность перед сокурсниками, чтобы избежать крови. Настоящей целью этого захвата являлась защита Нанналли, но сестра Лелуша таинственно исчезает. Оги тяжело ранен Вилеттой. |                                                                                           |            |
| 25 | Zero «Дзэро» (ゼロ)                                                                       | 21.07.2007 |
| Принцесса Корнелия узнаёт, что за маской Зеро скрывается её брат. Лелуш использует на ней гиасс, и выясняет, что его убитая мать Марианна сама отозвала охрану в день своей смерти. После этого С.С. говорит ему, что Нанналли похитили. Но в это время появляется Джеремия и ситуация окончательно выходит из-под контроля. Орден практически разбит, восстание на грани краха. Дитхарт и Ракшата скрываются. Полковник Тодо приказывает стоять до последнего человека, но шансов нет никаких. Лелуш и С.С. отправляются на остров Каминедзима. Там, по словам С.С., находится Нанналли. В это время туда же направляются Каллен и Судзаку. Джеремия снова поджидает Зеро на острове, и на этот раз С.С, сама взялась за него. Когда Лелуш оказывается внутри острова, Судзаку простреливает его шлем и видит лицо друга. То же самое видит и Карен. Лелуш пытается образумить Судзаку тем, что у него сейчас нет времени на разговоры, но Судзаку кричит Лелушу, что его существование — ошибка, и хочет его убить. Лелуш вешает на грудь взрывчатку с датчиком сердцебиения и выхватывает пистолет. С.С. философствует насчёт людей, опускаясь на дно моря внутри Найтмара. |                                                                                           |            |

### Второй сезон (2008)
| 1 | День пробуждения Демона «Majin ga Mezameru Hi» (魔神 が 目覚める 日)                            | 6.4.2008  |
| В 2018 году, через год после Чёрного Восстания, молодые британцы Лелуш и Роллон Ламперужи попадают в стычку террористов и британцев. Таинственная девушка возвращает Лелушу память о том, что когда-то он был лидером антибританского сопротивления в Японии под именем Зеро. |                                                                                                 |           |
| 2 | План Независимости Японии «Nihon Dokuritsu Keikaku» (日本 独立 計画)                            | 13.4.2008 |
| Под командованием вернувшего себе память Лелуша, Орден Чёрных Рыцарей одерживает вверх над войсками Британии, штурмующими захваченную повстанцами «Вавилонскую Башню». Лелуш вспоминает, что после инцидента с Судзаку, император изменил его память вычеркнув из неё Нанналли, Орден Чёрных Рыцарей, Гиасс, память о матери и его происхождении, с целью заманить C.C. в ловушку. Британская армия использует новый прототип «Ночного кошмара» на основе «Ланцелота» — «Винсент» с целью пробиться через захваченные этажи и уничтожить Зеро. В последнюю секунду, боевики Ордена взрывают фундамент и несущую опору здания, «Вавилонская Башня» обрущивается на мобильный штаб генерал-губернатора Карареса. Орден прокладывает себе путь через руины башни, прячась в посольстве Китайской Федерации, куда армия Британии из-за угрозы внешнеполитического кризиса не решилась проникнуть. Зеро объявляет о воссоздании Японских Соединённых Штатов. В последнюю секунду появляется Роллон и заявляет Ли Синкэ, начальнику охраны китайского посольства, о том что он пришёл убить Зеро. В его глазу мы видим гиасс.                                                                  |                                                                                                 |           |
| 3 | Пленник Академии «Toraware no Gakuen» (囚われ の 学園)                                          | 20.4.2008 |
| Гилфорд, рыцарь Леди Корнелии и временный генерал-губернатор Зоны 11 объявляет план уничтожения Зеро: либо тот явится сам, либо все захваченные в плен члены Ордена буду казнены. C. C. открывает Карен, что это она присутствовала на видеообращении Зеро, поменявшись с Лелушем одеждой и записав звук выступления заранее. Сам Лелуш вернувшись в Академию Эшфорд, обнаруживает что память студентов так же была изменена, а за самой академией (а точнее за Лелушем) установлено круглосуточное наблюдение Имперской разведки под командованием баронессы Виолетты и Роллона. Понимая что император может использовать похищенную Нанналли как политического заложника, если выяснится что к Лелушу вернулась память, последний всеми силами пытается не привлекать внимание, и параллельно найти способ спасти захваченных товарищей. Тем временем «Ланселот», под командованием Судзаку—«Белой Смерти» ведёт успешную войну с Европейским Союзом. Лелуш заманивает Роло в ловушку, но тот использует Гиасс останавливающий время и отбирает оружие у Лелуша. |                                                                                                 |           |
| 4 | Контрудар с места казни «Gyakushuu no Shokeidai» (逆襲 の 処刑台)                               | 27.4.2008 |
| Лелуш убеждает Роллон пощадить его, пообещав сдать C.C. Ли Синкэ убивает китайского посла евнуха Гао Хая, находящегося под влиянием Гиасса Лелуша, и сам возглавил посольство. Гилфорд готовится расстрелять пленных «чёрных рыцарей», но в это время появляется Зеро, предложивший устроить дуэль. Но вместо дуэли Зеро приводит в исполнение план, напоминающий «Чёрное восстание», что позволяет Карен спасти пленных. Роллон в «Винсенте» преследует Лелуша, полагая, что тот лгал, обещая выдать С. С. Но неожиданно для Роллона Лелуш спасает его от прямого попадания, подставив свой «Ночной кошмар». Лелуш сказал Роллону, что спас его как своего брата и, обещая вместе выстроить его будущее, попытался убедить Роллона присоединиться к Ордену. Ночью Судзаку Куруруги возвращается в академию Эшфорд. |                                                                                                 |           |
| 5 | Рыцари Круглого Стола «Naito obu Raunzu» (ナイト オブ ラウンズ)                                 | 4.5.2008  |
| Собрав «чёрных рыцарей», Лелуш вновь возглавил сопротивление, делая при этом вид будто остаётся обычным студентом. Судзаку возвращается в Академию Эшфорд, подозревая, что к Лелушу вернулись воспоминания. Пока в Академии готовятся к ежегодному фестивалю и, заодно к торжеству по поводу возвращения Куруруги, Орден развязал террористическую войну против Британии. В связи с этим в Японию прибывают ещё два рыцаря Круглого стола, Джино Вейнберг и Аня Альстрейм. Пока Лелуш на ежегодном фестивале ловит С. С., захотевшую попробовать гигантскую пиццу, Виолетта увидела Карен, а та в свою очередь сообщила Лелушу, что видела Виолетту на предыдущем фестивале вместе с Оги. Пока Роллон держит Виолетту под дулом пистолета, Лелуш шантажирует её информацией о её связи с одним из командиров сопротивления. Ли Синкэ вывозит из Академии С. С. и Карен. В это время Судзаку открывает Лелуш свою цель. Он хочет стать Первым рыцарем Круглого стола, что позволит ему получить Японию во владение. Также Лелуш узнаёт, что новым генерал-губернатором Зоны 11 будет Нанналли, что заметно потрясло Лелуша.                                                               |                                                                                                 |           |
| 6 | Внезапная атака в Тихом океане «Taiheiyou Kishuu Sakusen» (太平洋 奇襲 作戦)                    | 11.5.2008 |
| Роллон использует свой Гиасс, чтобы Лелуш мог предупредить Нанналли не раскрывать его тайну. Кагуя приняла решение покинуть Запретный город, в котором она жила как подруга императрицы Китайской Федерации Тянь Цзы. С. С. рассказала Лелушу, что его дядя V.V., хранитель кода гиасса, главный союзник императора. Синкэ сообщает британцам, что «чёрные рыцари» вместе с Зеро тайно покинули китайское посольство. Лелуш, не желая воевать против сестры, приказал «Чёрным рыцарям» захватить нового губернатора, не причинив ей вреда. Пока Гилфорд сражается с «Чёрными рыцарями», Лелуш с помощью Гиасса убирает охрану и наконец-то встречается с сестрой. Под видом Зеро он пытается убедить Нанналли, что император проводит неправильную политику, а её саму использует в своих корыстных целях. Нанналли отвечает, что она сама вызвалась стать губернатором Зоны 11, намереваясь продолжить политику Юфемии и дать Японии автономию. В свою очередь девушка просит Зеро присоединиться к ней. В это время воздушный корабль на котором летит Нанналли получив в бою серьёзные повреждения, терпит крушение. Судзаку удаётся спасти Нанналли, а Карен спасает Лелуша.         |                                                                                                 |           |
| 7 | Отвергнутая маска «Suterareta Kamen» (棄てられた 仮面)                                          | 18.5.2008 |
| Нанналли находится в безопасности под охраной Судзаку и готова построить новый, более безопасный и более хороший, мир. Думая об этом Лелуш приходит к мысли, что его цель достигнута и впадает в депрессию. В это время Нанналли объявляет о том, что она будет новым генерал-губернатором Зоны 11 и готова восстановить Специальный административный район Япония, попросив для этого помощи у Ордена. Лелуш готов отказаться от дальнейшей борьбы, но Карен находит его и пытается убедить идти до конца. Подслушавший их разговор Роллон в свою очередь хочет убедить Лелуша стать обычным человеком. Между тем, британский флот под командованием Судзаку атакует «Чёрных рыцарей». Лелуш возвращается в академию Эшфорд, где друзья встречают его фейерверком. К нему возвращается желание жить и бороться. Лелуш берёт командование на себя и уничтожает вражеские корабли. После этого он появляется в качестве Зеро и, к удивлению Судзаку, объявляет о готовности принять предложение Нанналли и вместе создавать Специальный административный район Япония. |                                                                                                 |           |
| 8 | Миллион чудес «Hyakuman no Kiseki» (百万 の キセキ)                                             | 25.5.2008 |
| Лелуш пытается убедить «Чёрных рыцарей» содействовать Наннелли. Судзуки пытался убить одиннадцатый, обвиняя его в измене, но Куруруги спас приказ «Выжить», отданный ранее Гиассом Лелуша. Нина встречается с принцем Шнайзелем, который поддерживает работу Эйнштейн по созданию нового оружия. Судзаку, Джино Вейнберг, Аня Альстрейм, Ллойд Асплунд, Сесиль Круми и Мисс Ромейер ведут переговоры по видеосвязи с Зеро, который пообещав поддержку миллиона японцев неожиданно потребовал своей высылки из Зоны 11. Британцы, рассчитывая, что Зеро хочет прекратить борьбу и скрыться от наказания, дают своё согласие. О предстоящей высылке Зеро объявлено на церемонии посвящённой созданию Особого административного региона Японии, на которой присутствовало около миллиона японцев. Сразу после того как решение британских властей о высылке Зеро было подтверждено, все японцы присутствующие на церемонии переоделись в костюм Зеро и отправились в высылку на ледяном корабле прибывшем из Китая. Виолетта по голосу опознала Оги, но тот назвал себя Зеро. Судзаку, не желая повторения бойни «Кровавой принцессы», согласился с добровольной высылкой миллиона японцев. |                                                                                                 |           |
| 9 | Невеста из Запретного города «Shukinjou no Hanayome» (朱禁城 の 花嫁)                           | 8.6.2008  |
| Японские беженцы прибывают на искусственный остров Жёлтом море, на котором расположена приливная электростанция. Лелуш узнает, что китайская императрица Тянь Цзы вынуждена вступить в политический брак с Первым принцем Британии Одиссеем ю Британия. Реальная власть в самой многолюдной и бедной стране мира, Китайской федерации, принадлежит Верховным евнухам, которые и решили организовать свадьбу, вступив в сговор с Британией. Евнухам за свадьбу и передачу британцам половины китайских земель обещано британское дворянстве. На предсвадебную церемонию неожиданно для всех явился Зеро, предлождивший принцу Шнайзелю сыграть в шахматы. Игру прервала Нина, бросившаяся с ножом на Зеро. Как только начинается свадьба, Ли Синкэ инициирует переворот с целью свержения евнухов, но прежде чем он успевает освободить императрицу, Лелуш берет её в заложники. V.V. хочет использовать Джереми Готвальда в своей борьбе против Лелуша и C.C. |                                                                                                 |           |
| 10 | Звездный Час «Шэнь-Ху» «Shenfuu Kagayaku Toki» (神虎 輝く 刻)                                   | 15.6.2008 |
| Лелуш успешно сбегает с Тянь Цзы навстречу своим союзникам-индийцам. Зеро посвящает Тянь Цзы в свои планы по созданию союза государств, который должен объединить Японию, Китай, Индию, Монголию и другие страны. После того как погибает гвардейский полк, оказавшийся в ловушке, отчаявшиеся евнухи согласны простить Ли Синкэ если он спасёт императрицу. Для этого ему разрешают использовать KF «Шэнь-Ху». Карен пытается перехватить его с помощью своего «Алого Лотоса», но из-за нехватки энергии попадает в плен. Лелуш клянётся спасти Карен, несмотря на предложение Дитхарда Рида отступить. Синкэ демонстрирует своё мастерство стратега, поставив армию Зеро на грани катастрофы. Лелушу удаётся отступить к императорской гробнице, что, как он надеется, заставить Федерацию не спешить с атакой. Евнухи, заручившись помощью британских сил, решают что пришло время наказать Синкэ и других заговорщиков. Между тем, другой Лелуш присутствует в Академии Эшфорд. |                                                                                                 |           |
| 11 | Сила чувства «Omoi no Chikara» (想い の 力)                                                     | 22.6.2008 |
| Вернувшаяся в Академию Эшфорд Саёко Синодзаки выдаёт себя за Лелуша. Евнухи решили разбомбить императорскую гробницу, не заботясь выживет ли Тянь Цзи. Ради спасения императрицы Синкэ перестаёт подчиняться приказам. Пока «Чёрные рыцари» ведут бой, Зеро вызывает на разговор евнухов, которые открыто признают своё предательство. Тянь Цзи выходит наружу, пытаясь остановить кровопролитие, но евнухи приказывают стрелять по ней. Когда Синкэ пытается защитить императрицу, прикрыв её своим KF, Зеро лично выходит на поле боя в своём новом найтмере «Мираж». Дитхард взламывает сеть китайских СМИ и распространяет через них запись признания евнухов в своём предательстве, вызывая беспорядки в Китае. Принц Шнейзель решает отступить, а Синкэ убивает евнухов. Тем не менее, Карен и «Алый Лотос» уже были переданы Британии. Китай и Япония заключают союз. Лелуш возвращается в Академию Эшфорд и с удивлением обнаруживает, что рыцари Круга Аня и Джино зачислены как студенты. |                                                                                                 |           |
| 12 | Любовь атакует «Rabu Atakku!» (ラブ アタック！)                                                 | 29.6.2008 |
| Лелуш в шоке, поняв, что Саёко сделала его плейбоем. Пока он пытается выкрутиться из этого положения, Милли Эшфорд в честь своего окончания Академии объявляет «День Купидона», когда любая девушка может стать подругой мальчика, забрав его шляпу. Бисмарк Вальдштейн сообщает императору о встрече принцев и принцесс посвящённой готовящейся войне с Китаем. Роллон и Саёко помогают Лелушу избежать студенток пытающихся завладеть его шляпой. Аня на своём KF «Мордред» пытается поймать Лелуша и успевает заметить, что Лелушей два. Ширли и Лелуш обсуждают последние события и обмениваются шляпами. Принцесса Корнелия проникает на базу V.V., решив выявить существование Гиасса, чтобы очистить имя Юфимии. Там она сталкивается с генералом Бартли, который просит её помочь им, говоря, что последние действия императора могут уничтожить мир. В то время как Судзаку и Ллойд изучают «Алый Лотос», Нанналли посещает Каллен в тюрьме. Милли становится ведущим прогнозов погоды и разрывает помолвку с Ллойдом. Джереми прибыл в Зону 11 и используя «Подавитель Гиасса» восстанавливает воспоминания Ширли о Лелуше-Зеро.                                               |                                                                                                 |           |
| 13 | Убийца из прошлого «Kako kara no Shikaku» (過去 から の 刺客)                                   | 6.7.2008  |
| Ширли пытается оправиться после возвращения воспоминаний. Лелуш отправившись на вокзал, чтобы проверить G-поезд, оборудованный системой подавления сакурадайта, неожиданно сталкивается там с Ширли и Судзаку. Между тем, Джеремия в поисках Лелуша проникает в академию Эшфорд, где его пытались остановить Саёко и Роллон. Тем временем генерал Бартли и принцесса Корнелия встречают V.V. Ширли пытается решить надо ли сказать Судзаку, что Лелуш и есть Зеро. Джеремия появляется на вокзале, но предупреждённый о его появлении Лелуш пытается его остановить. Ширли, наконец, примирившись со своими воспоминаниями, просит Судзаку простить Лелуша, как она простила его. Джеремия настиг Лелуша, но тот использовал G-поезд и парализовал врага. Борясь, Готтвальд спрашивает, почему Лелуш предал Императора и узнав, что бывший принц хочет отомстить за мать, решает присоединиться к нему. Ширли, решив искать Лелуша, чтобы ему помочь, встречает Ролло и погибает, успев перед смертью признаться Лелушу в любви. |                                                                                                 |           |
| 14 | Охота на Гиасс «Giasu-gari» (ギアス狩り)                                                        | 13.7.2008 |
| Ролло признался, что убил Ширли. Лелуш хвалит его, но про себя думает, что отомстит за убийство Ширли. Лелуш предлагает разрушить культ Гиасса. Смерть Ширли признана самоубийством, но Судзаку не верит в это. С помощью Джереми и Роллон Лелуш устанавливает местонахождение культа Гиасса и решает нанести удар силами «Чёрных рыцарей». Ворвавшись в подземный город V.V., рыцари устраивают бойню, убивая всех, в том числе женщин и детей. V.V., желая «преподать урок дитю Марианны», решает воспользоваться «Зигфридом», но терпит поражение от Лелуша и Корнелии. V.V. передает код Чарльзу и умирает. Лелуш и Чарльз оказываются в Мире C.С. В это время Судзаку решает допросить Карен. Желая разоблачить Лелуша, он готов на всё, даже на применение страшного «рефрена». |                                                                                                 |           |
| 15 | Мир C «Shii no Sekai» (Cの世界)                                                                 | 20.7.2008 |
| Лелуш, стоя перед императором на вершине Меч Акаша, применяет Гиасс, отдав отцу приказ умереть. Судзаку понимает, что не может опуститься до уровня Лелуша для достижения своих целей и воздерживается от использования «рефрена». Лелуш узнает, что его отец забрал «Код» V.V., который сделал его бессмертным. Оги и Вилетта встречаются в лесу, где она намерена убить его, но Оги признается, что влюбился в неё. Саёко прерывает их встречу. C.C. появляется и высказывает Лелушу желание умереть. Лелуш становится свидетелем прошлого C.C., но когда император готов исполнить её истинное желание, Лелуш вмешивается. Он нападает на Меч Акаша и спасает C.C. Нина проводит первое успешное испытание бомбы. Спасённая Лелушем С.С., как выяснилось, потеряла все свои воспоминания, за исключением тех, которые предшествовали получению силу Гиасса. |                                                                                                 |           |
| 16 | Первая резолюция Соединенных Сверх-Штатов «Chōgōshūkoku Ketsugi Daiichigo» (超合集国決議第壱號) | 27.7.2008 |
| Император пропал. Власти в растерянности. Лелуш торжествует. C.C. вновь стала забитой рабыней как до получения Гиасса. По инициативе Зеро сорок семь стран объединились в Соединённые Сверх-Штаты с тем чтобы начать освободительную войну против Британии. Премьер-министр Шнайзель и Первый Рыцарь Круглого стола Вальдштейн прибывают во главе большой армии в Японию, готовясь отразить нападение Ордена Чёрных рыцарей. Брадли — «Британский кровопийца» встречается с Карен. Нина хочет оснастить «Ланселот» Судзуки недавно разработанным оружием невероятной мощи — «Фреей». Новосозданная федерация наций приняла решение передать свою оборону Чёрным рыцарям. Первой целью федерации и Ордена стала Япония. Внезапно объявившийся император объявляет Зеро войну до победного конца. Опасаясь за безопасность Наннэлли, Лелуш признаётся Судзаку в том, что он Зеро и просит бывшего друга спасти сестру. Судзаку соглашается, но только при условии, что встретятся наедине в Храме Куруруги. |                                                                                                 |           |
| 17 | Вкус земли «Tsuchi no Aji» (土の味)                                                             | 3.8.2008  |
| Началась битва за Японию под руководством Ли Синке. Тодо и Чёрные Рыцари ждут дальнейших распоряжений Зеро. Тем временем Лелуш встречается с Судзаку в Храме Куруруги, где он на коленях умоляет бывшего друга спасти его сестру Нанналли. Тот расспрашивает Лелуша о том, что совершал Зеро, и получает ответы. Когда Судзаку согласился помочь другу, Лелуша ловят солдаты под предводительством Шнайзеля и Мальдини, которому было поручено следить за Седьмым Рыцарем. Личность Зеро раскрыта. Однако до этого Лелуш успел использовать Гиасс на Гилфорде, и тот, в определённый момент начиная принимать Лелуша за Корнелию, спасает его. Судзаку дают прослушать запись его разговора с Лелушем, и тот рассказывает, что ему известно о его бывшем друге. Лелуш решает, что Судзаку его предал, и больше никому нельзя верить. Он присоединяется к битве и, используя G-поезд, оборудованный системой подавления сакурадайта, парализует структуру города, тем самым выведя из строя всю наземную технику. Роллон тем временем с небольшим отрядом отправляется за Нанналли. Тодо и Чёрные Рыцари вступают в борьбу. Вторая битва за Токио началась.                               |                                                                                                 |           |
| 18 | Вторая битва за Токио «Dainiji Tōkyō Kessen» (第二次トウキョウ決戦)                             | 10.8.2008 |
| Битва в самом разгаре. Всё новые силы стягиваются на борьбу с Чёрными Рыцарями. Роллон продолжает поиски Нанналли, в тайне решая убить её, чтобы стать единственным родственником Лелуша. Судзаку принимает решение вступить в бой на Ланселоте, оснащённом Фреей. В разгар сражения Асахина передаёт Тодо слова погибшего товарища о том, что Зеро нельзя верить. Зеро атакуют рыцари, сначала Аня, а потом Брадли. Когда Брадли готов нанести решающий удар, появляется спасённая Карен на усовершенствованном Алом Лотосе и убивает его. На поле боя прибывают Джино и Судзаку. Лелуш приказывает Карен убить бывшего друга. Судзаку понимает, что ему не устоять против усовершенствованной машины и в качестве искупления готов понести смерть, однако Гиасс Лелуша приказывает ему жить, и он выпускает Фрею. Все войска стремительно отступают. Гилфорд спасает Лелуша, жертвуя собой. Роллон сообщает, что не смог спасти Нанналли, но Лелуш отказывается в это верить. |                                                                                                 |           |
| 19 | Предательство «Uragiri» (裏切り)                                                                | 17.8.2008 |
| Лелуш заставляет всех искать Нанналли, однако Тодо приказывает Чёрным Рыцарям возвращаться на корабль. Корнелия совершает побег из камеры, но её догоняют. В тот же момент на корабль врага прибывает Шнайзель. Роллон пытается утешить "брата", но Лелуш говорит ему, что всегда его ненавидел и мечтал убить. Шнайзель открывает Чёрным Рыцарям правду о Зеро, и те восстают против своего предводителя, решая выдать Зеро в обмен на свободу Японии. Карен готова защитить Лелуша ценой своей жизни, однако тот, не желая подставлять Карен под удар, говорит, что все люди и подчинённые лишь пешки в шахматной игре. Он готов принять смерть, но за миг до неё появляется Винсент, управляемый Роллоном. Используя Гиасс, он спасает Лелуша, говоря, что только благодаря "брату" стал человеком. Роллон умирает из-за остановки сердца, так как слишком много пользовался Гиассом. Лелуш понимает, что потерял всё, но решает во что бы то ни стало победить, чтобы смерть его спасителя не была напрасной. |                                                                                                 |           |
| 20 | Сверженный император «Kōtei Shikkaku» (皇帝失格)                                                | 24.8.2008 |
| Аня пребывает на корабль Чёрных Рыцарей. Сидевшая в ней при помощи Гиасса Марианна возвращает память С.С., и они вместе отправляются за Лелушем. Судзаку тем временем вознамерился стать первым рыцарем и предлагает Шнайзелю, решившему захватить трон, убить Императора. Однако Император удаляется в мир С.С., оставив сражаться вместо себя Бисмарка. Лелуш при помощи Гиасса организовывает восстание имперских кораблей. Один из снарядов попадает в землю под ногами Судзаку, и тот проваливается. Бисмарк пытается в одиночку подавить восстание. Марианна видит Лелуша и следует за ним. Император готовится уничтожить Бога, когда появляется Лелуш. Он при помощи взрывчатки уничтожает вход в мир С.С., объявляя своему отцу, что у них "теперь есть вечность, чтобы познать муки раскаяния". |                                                                                                 |           |
| 21 | Начало Рагнарёка «Ragunareku no Setsuzoku» (ラグナレクの接続)                                   | 31.8.2008 |
| Марианна в теле Ани и С.С. находят Судзаку. С.С. помогает Марианне проникнуть в мир С.С. Чарльз и Марианна рассказывают Лелушу историю прошлого: о предательстве В.В. и о том, что перед смертью Марианна при помощи Гиасса, позволяющего перемещаться в души других людей, перенеслась в Аню. Император рассказал, что хочет уничтожить Бога, чтобы создать мир без лжи. Для этого надо соединить две метки Гиасса. Вскоре появляются С.С. и Судзаку. Лелуш заявляет, что не примет мир отца, и обращается за помощью к миру С.С., который поглощает Императорскую чету. С.С. отказалась от прежних планов, навязанных Чарльзом, поэтому осталась жива. Спустя месяц Лелуш по мировой трансляции в прямом эфире объявляет себя 99-м Императором Священной Британской Империи и при помощи Гиасса приказывает своей семье признать его. Судзаку становится Нулевым Рыцарем - главным над всеми Рыцарями Круга. |                                                                                                 |           |
| 22 | Император Лелуш «Kōtei Rurūshu» (皇帝ルルーシュ)                                                | 7.9.2008  |
| Лелуш становится Императором, уничтожая старый режим монархии и упраздняя аристократию. Рыцари Круга атакуют столицу Британии, чтобы отомстить за Императора Чарльза. Судзаку побеждает всех Рыцарей, включая Бисмарка, обладающего Гиассом. Всё это было показано по телевидению, после чего Лелуш заявляет, что хочет присоединиться к Соединённым Сверх-Штатам. Это первая ступень плана разработанного Лелушем и Судзаку под названием "Реквием по Зеро". На конференции он захватывает в заложники делегатов всех прибывших стран. Шнайзель начинает действовать, уничтожая Фреей Пендрагон вместе со всеми жителями. Нанналли оказывается жива. |                                                                                                 |           |
| 23 | Маска Шнайзеля «Shunaizeru no Kamen» (シュナイゼルの仮面)                                       | 14.9.2008 |
| Нанналли оказывается у Шнайзеля. Она пытается понять, почему брат творит зло. Однако Лелуш не мог отступится от плана и не снял перед ней маску. Шнайзель собирает армию для войны против Императора. Все страны и Чёрные Рыцари присоединяются к нему. Однако это только видимость благих намерений, на самом деле после победы над Лелушем он хочет уничтожить Фреями все воюющие страны, и тогда весь мир будет принадлежать ему. Корнелия пытается остановить брата, но тот стреляет в неё. Не зная злых намерений Шнайзеля, Нанналли просит разрешения самой нажимать кнопку запуска Фреи. Начинается битва. Войска Шнайзеля прорываются сквозь оборону к Авалону, но Лелуш взрывает сакурайдат и уничтожает часть силы противника. |                                                                                                 |           |
| 24 | "Дамоклово" Небо «Damokuresu no Sora» (ダモクレスの空)                                          | 21.9.2008 |
| Карен пробивается на «Авалон» и почти убивает Лелуша, но C.C. её задерживает. Судзаку сражается с генералом Тодо. Лелуш уничтожает выпущенную в него Фрею и проникает на «Мираже» в «Дамокл». Шнайзель решает уничтожить "Дамокл" вместе с Лелушем и Нанналли, а сам с Дитхардом и Мальдини направляется к спасательному кораблю. Судзаку сражается с Джино, а затем и с Карен. Просчитав ход мыслей Шнайзеля, Лелуш застаёт его врасплох и подчиняет при помощи Гиасса. Нанналли встречается с братом и побеждает Гиасс Императора. |                                                                                                 |           |
| 25 | Re; «Kurikaeshi» (繰り返し)                                                                     | 28.9.2008 |
| Лелуш использует Гиасс на Нанналли и отбирает у неё Ключ от «Дамокла». Судзаку сражается с Карен, и Карен побеждает. Сэр Джереми побеждает «Мордред». Лелуш объявляет миру ультиматум, угрожая «Дамоклом» и Фреей. Орден Чёрных Рыцарей уничтожен, все его члены взяты в плен и ожидают расстрела. Сверх-Штаты расформированы. Во время парада появляется Зеро (выживший Судзаку) и убивает Лелуша, раскрывая назначение Реквиема По Зеро (сохранить лицо Зеро как борца с несправедливостью). Счастливый Лелуш умирает на руках у Нанналли. Эпилог: С. С. едет на повозке по сельской местности и говорит о том, что Лелуш показал ей, что Гиасс не обязательно несёт одиночество и страдания. В конце она говорит, смотря в небо: «Да, Лелуш?». |                                                                                                 |           |

## OVA
| № серии | Название                                                                 | Трансляция в Японии |
| ------- | ------------------------------------------------------------------------ | ------------------- |
| 1       | Nunnally in Wonderland «Nanarī in wandārando» (ナナリーinワンダーランド) | 27.7.2012.          |

### Спин-офф
Code Geass: Akito the Exiled (яп. コードギアス 亡国のアキト Kōdo Giasu: Bōkoku no Akito, Код Гиасс: Акито с опустошённой земли)
| № серии | Название                                                                   | Трансляция в Японии |
| ------- | -------------------------------------------------------------------------- | ------------------- |
| 1       | The Wyvern Arrives «Yokuryū wa Maiorita» (翼竜は舞い降りた)                | 16.7.2012           |
| 2       | The Wyvern Divided «Hikisakareshi Yokuryū» (引き裂かれし翼竜)              | 14.9.2013           |
| 3       | The Brightness Falls «Kagayaku Mono no Ten yori Otsu» (輝くもの天より堕つ) | 2.5.2015            |
| 4       | Memories of Hatred «Nikushimi no Kioku kara» (憎しみの記憶から)            | 4.7.2015            |
| 5       | To Beloved Ones «Itoshiki Mono-tachi e» (愛シキモノタチヘ)                 | 6.2.2016            |

### Рекапы
| № серии | Название | Трансляция в Японии |
| ------- | --- | ------------------- |
| 1       | Code Geass: Lelouch of the Rebellion Special Edition Black Rebellion «Kōdo Giasu: Hangyaku no Lelouch Special Edition Black Rebellion» (コードギアス 反逆のルルーシュ Special Edition Black Rebellion) | 22.2.2008           |
| 2       | Code Geass: Lelouch of the Rebellion R2 Special Edition Zero Requiem «Kōdo Giasu: Hangyaku no Lelouch R2 Special Edition Zero Requiem» (コードギアス 反逆のルルーシュ R2 Special Edition Zero Requiem) | 24.7.2009           |

## Спешлы
| 1                                                                | «Code Geass: Hangyaku no Lelouch - Kiseki no Birthday» (コードギアス 反逆のルルーシュ キセキの誕生日[バースデー]) | 2010-04-23 |
| Омакэ                                                            | «Code Geass: Hangyaku no Lelouch - Kiseki no Birthday Omake Flash» (コードギアス 反逆のルルーシュ キセキの誕生日[バースデー] おまけFLASH)                                                                                  | 2010-04-23 |
| 2                                                                | Code Geass: Lelouch of the Rebellion: Miraculous Anniversary «Code Geass: Hangyaku no Lelouch Picture Drama - Kiseki no Anniversary» (コードギアス 反逆のルルーシュ キセキのアニバーサリー)                                | 2017-04-21 |
| 3                                                                | Code Geass: Lelouch of the Rebellion - Masked Confession Competition «Code Geass: Hangyaku no Lelouch Picture Drama - Kamen Kokuhaku Taikai» (コードギアス 反逆のルルーシュ 仮面告白大会 第1週来場者特典 ピクチャードラマ) | 2017-10-21 |
| Специальная серия к «Code Geass: Hangyaku no Lelouch I - Koudou» | |            |
| 4-5                                                              | «Code Geass: Fukkatsu no Lelouch - Shinkai no Kakera» (コードギアス 復活のルルーシュ ピクチャードラマ「Re;f 103.00 深海のカケラ」)                                                                                         | 2019-12-05 |
| Две специальные серии к «Code Geass: Fukkatsu no Lelouch»        | |            |

### Picture dramas
Code Geass picture dramas (маленькие звуковые слайдшоу) выпущены на DVD-дисках вместе с сериалом.

#### Сезон 1 (2007)
Code Geass: Hangyaku no Lelouch Picture Drama (яп. コードギアス 反逆のルルーシュ ピクチャードラマ Code Geass: Lelouch of the Rebellion Picture Dramas) с 26 января по 25 сентября 2007 года вышло 9 серий.
| 1                                                            | Stage 0.515                                                  | 2007-01-26 |
| Детство Лелуша и Нанналли. Первая встреча с Судзаку.         |                                                              |            |
| 2                                                            | Stage 3.25                                                   | 2007-02-23 |
| Милли, Шарли, Каллен, Нина разговаривают в ванной.           |                                                              |            |
| 3                                                            | Stage 6.75                                                   | 2007-03-23 |
| Разговор между Судзаку и Ривалом. Возвращение Судзаку домой. |                                                              |            |
| 4                                                            | Stage 9.75                                                   | 2007-04-25 |
| Ужин Лелуша и Нанналли.                                      |                                                              |            |
| 5                                                            | Stage 4.33                                                   | 2007-05-25 |
| Джеремия рассказывает об амбициях Вилетте.                   |                                                              |            |
| 6                                                            | Stage 8.75                                                   | 2007-06-22 |
| Кловис-ленд.                                                 |                                                              |            |
| 7                                                            | Stage 9.33                                                   | 2007-07-27 |
| Фестиваль обмена ролями.                                     |                                                              |            |
| 8                                                            | Stage 22.25 Peaceｆul Times «Shiawase na Jidai» (幸せな時代) | 2007-08-24 |
| Воспоминания Нанналли о детстве.                             |                                                              |            |
| 9                                                            | Stage 23.95                                                  | 2007-09-25 |
| Выбор Судзаку.                                               |                                                              |            |

#### Сезон 2 (2008)
Code Geass: Hangyaku no Lelouch R2 Picture Drama (яп. コードギアス 反逆のルルーシュ 続編 ピクチャードラマ Code Geass: Lelouch of the Rebellion R2 Picture Dramas) с 22 августа 2008 года по 24 апреля 2009 года вышло 9 серий, также с ним вышло 9 серий Code Geass: Hangyaku no Lelouch R2 Omake Flash (яп. コードギアス 反逆のルルーシュ おまけFLASH「帰ってきたBABA劇場」 Code Geass: Lelouch of the Rebellion R2 Extra Flash - Baba Theater Redux)
| 1 | Turn 0.923 | 2008-08-22 |
| С.С. и Карен в ожидании начала операции по возвращению Зеро убивают время в снятой ими комнате, рассматривают фотографии с Лелушем, снятые во время наблюдения за ним, и обсуждают его. |            |            |
| 2 | Turn 0.56  | 2008-09-26 |
| 3 | Stage 7.19 | 2008-10-24 |
| 4 | Turn 9.34  | 2008-11-21 |
| С.С. и Карен исполняют танец живота перед чиновниками, после чего появляется Лелуш, одетый как восточная девушка. |            |            |
| 5 | Turn 12.59 | 2008-12-19 |
| 6 | Turn 12.31 | 2009-01-23 |
| Открытие Казино Кловиса. |            |            |
| 7 | Turn 19.02 | 2009-02-20 |
| Перед смертью Роллон вспоминает время, проведённое с Лелушем: первую встречу, день рождения, стрижку волос. Он понимал, что доброта и улыбка брата принадлежали Нанналли, но всё равно не хотел это терять, т.к. Лелуш был его первой настоящей семьёй.                                                                                          |            |            |
| 8 | Turn 22.05 | 2009-03-27 |
| Разговор С.С. и Сесиль, из которого следует, что девушки испытывают чувства к Лелушу и Судзаку соответственно. После к ним присоединяются Джереми и Ллойд, вспоминая прошлое и обсуждая завтрашние планы. |            |            |
| 9 | Turn 25.01 | 2009-04-24 |
| Война закончилась. Началось мирное время. Милли, Ривал, Джино, Карен, Нина, Наннали и Судзаку в облике Зеро собрались в отстроенной после военных разрушений Академии. Виолетта стала учительницей. Джереми и Аня запускают фейерверки по последнему приказу Лелуша, потому что он обещал своим друзьям, что они посмотрят фейерверк все вместе. |            |            |

### Спин-офф
Code Geass: Hangyaku no Lelouch DVD Magazine Picture Drama (яп. コードギアス 反逆のルルーシュ DVDマガジン Lelouch's Britannia History Course) с 21 декабря 2007 года по 25 января 2008 года вышло 4 серии.
| № серии | Название                           | Трансляция в Японии |
| ------- | ---------------------------------- | ------------------- |
| 1       | Best Phrase Award                  | 2007-12-21          |
| 2       | Code Geass Secret Note             | —                   |
| 3       | Sayoko's Diary                     | —                   |
| 4       | Lelouch's Britannia History Course | 2008-01-25          |

Спецвыпуски ко 2-5 сериям Code Geass: Akito the Exiled
| № серии | Название | Трансляция в Японии |
| ------- | --- | ------------------- |
| 1       | Code Geass: Akito the Exiled 2 - The Torn-Up Wyvern Picture Drama «Code Geass: Boukoku no Akito 2 - Hikisakareshi Yokuryuu Picture Drama» (コードギアス 亡国のアキト 第2章 引き裂かれし翼竜 ピクチャードラマ) | 2013-12-25          |
| 2       | Code Geass: Akito the Exiled 3 - The Brightness Falls Picture Drama «Code Geass: Boukoku no Akito 3 - Kagayaku Mono Ten yori Otsu Picture Drama» (コードギアス 亡国のアキト 第3章 輝くもの天より堕つ)         | 2015-5-2            |
| 3       | Code Geass: Akito the Exiled 4 - Memories of Hatred Picture Drama «Code Geass: Boukoku no Akito 4 - Nikushimi no Kioku kara Picture Drama» (コードギアス 亡国のアキト 第4章: 憎しみの記憶から)                | 2015-10-28          |
| 4       | Code Geass: Akito the Exiled 5 - To Beloved Ones Picture Drama «Code Geass: Boukoku no Akito 5 - Itoshiki Mono-tachi e Picture Drama» (コードギアス 亡国のアキト 第5章 映像特典 「劇場予告」)                 | 2016-04-22          |

## Фильмы

### Рекапы
| 1                                                | Code Geass: Hangyaku no Lelouch I - Koudou (Initiation) Movie «Code Geass: Hangyaku no Lelouch I - Koudou» (コードギアス 反逆のルルーシュⅠ 興道)      | 21.10.2017 |
| Пересказ 1 по 17 серию 1 сезона.                 | |            |
| 2                                                | Code Geass: Hangyaku no Lelouch II - Hando (Transgression) Movie «Code Geass: Hangyaku no Lelouch II - Handou» (コードギアス 反逆のルルーシュⅡ 叛道)  | 10.2.2018  |
| Пересказ 18 серии 1 сезона по 16 серию 2 сезона. | |            |
| 3                                                | Code Geass: Hangyaku no Lelouch III - Oudou (Glorification) Movie «Code Geass: Hangyaku no Lelouch III - Oudou» (コードギアス 反逆のルルーシュⅢ 皇道) | 28.5.2018  |
| Пересказ 17 по 24 серию 2 сезона.                | |            |

### Сиквел
| № серии | Название                                                                                     | Трансляция в Японии |
| ------- | -------------------------------------------------------------------------------------------- | ------------------- |
| 1       | Код Гиас: Лелуш Воскресший «Kōdo Giasu: Fukkatsu no Rurūshu» (コードギアス 復活のルルーシュ) | 9.2.2019            |